# Лейтаун (станция)
Лейтаун — железнодорожная станция, открытая 25 мая 1844 года и обеспечивающая транспортной связью одноимённую деревню и деревню Беттистаун в графстве Мит, Республика Ирландия.